# Gustav Bosse
Pour les articles homonymes, voir Bosse.
Gustav Bosse, né le 6 février 1884 à Vienenburg, actuellement un quartier de la ville de Goslar dans le land de Basse-Saxe (Allemagne) et mort le 27 mars 1943 à Ratisbonne (Allemagne), est un éditeur de musique allemand.

## Biographie
Gustav Bosse naît à Vienenburg/Harz et est fils du directeur de l'usine de sucre et éditeur de musique Fritz Bosse.
Il fonde en 1912 à Ratisbonne Gustav Bosse Verlag, spécialisée dans l'édition de livres de musique. Déjà, le programme de la série de publications Deutsche Musikbücherei montrait une orientation strictement anti-moderniste et nationale allemande. Depuis 1919, il se lie d'amitié avec l'illustrateur de livres Hans Wildermann qui illustre nombre de ses produits imprimés. Il publie le périodique Neue Zeitschrift für Musik en 1929 jusqu'à sa mort en 1943. En 1939, il est nommé sénateur honoraire de l'université de Cologne en raison de ses mérites pour le mouvement Anton Bruckner.

Depuis le 1er mai 1933, Bosse est membre du NSDAP (numéro de membre 2.530.992). Il est également le chef du cercle artificiel de la communauté NS Kraft durch Freude. Le 19 mars 1938, Gustav Bosse donne les informations autobiographiques suivantes en réponse au questionnaire du Chambre de la littérature du Reich (Reichsschrifttumskammer) :
Après la guerre, j'ai souvent participé aux luttes nationales pour une nouvelle Allemagne. En 1919, j'ai été co-fondateur du Bloc des citoyens et plus tard co-fondateur et chef de district de la Volkswehr (Armée du Peuple). J'ai également été membre fondateur de la branche locale de l'Association des officiers allemands. En 1920/21, j'ai fondé, avec le professeur Dr. Wiedenbauer, le groupe local de la Parti populaire national allemand (Deutschnationale Volkspartei), dont j'ai été membre du conseil d'administration jusqu'en 1933. La fondation du NSDAP en 1922 par M. Reiter a été soutenue par mes conseils et mes actions. Parallèlement, je suis devenu président de la Vereinigte Vaterländische Verbände Deutschlands (de) à Ratisbonne. (... ) Dans les batailles de décision avant 1933, j'ai mis mon imprimerie à la disposition du Gauleiter de l'époque Franz Maierhofer pour l'impression du journal de combat gauchiste Gauamtliche Kampfzeitung Schaffendes Volk. J'ai soutenu à fond cette lutte en accordant les prêts les plus importants qui ont mis à rude épreuve mes propres moyens, de sorte que fin de 1932 - début 1933, je me suis moi-même retrouvé dans une situation très difficile en raison de la surtension de mes crédits bancaires et des crédits de mes fournisseurs. Dans cette situation difficile, le Fuhrer lui-même est intervenu à ce moment-là en apportant son aide par l'intermédiaire de Rudolf Hess et d'un représentant de la chancellerie du Führer, M. Stark, soit 28 000 RM.
 Au cours de l'hiver 1938/1939, Bosse tente de participer à l'aryanisation de l'éditeur de musique C.F. Peters Leipzig. Sa demande auprès du ministère fédéral de l'Économie et de l'Énergie pour pouvoir reprendre la maison d'édition échoue car il ne publiait que des œuvres de littérature musicale et ne remplissait donc pas la qualification d'un éditeur de musique.
Gustav Bosse meurt à Ratisbonne à l'âge de 59 ans.

## Publications
- Biblische Geschichten des Alten und Neuen Testaments für den Gebrauch der Lehrer und Schüler beim Unterrichte in den unteren und mittleren Klassen der Bürger- und Landschulen.
- Führer durch die Hausmusik : die empfehlenswertesten Unterrichtswerke und Kompositionen für Klavier, Harmonium, Violine, Violoncello, sowie für ein- und mehrstimmigen Gesang.
- Almanach der deutschen Musikbuecherei 1922 auf das Jahr 1922.
- Beethoven-Almanach der Deutschen Musikbücherei auf das Jahr 1927.
- « Führerverantwortlichkeit oder "Revolution der Straße?" », dans Zeitschrift für Musik C/5, mai 1933, p. 483.

## Littérature
- Fred K. Prieberg, Handbuch Deutsche Musiker 1933–1945, CD-ROM-Lexikon, Kiel, 2004, p. 662